# P2K
P2K (англ. Platform 2000) — общее название группы программно-аппаратных платформ, используемых компанией Motorola в мобильных телефонах начиная с конца 2001 года. Первыми телефонами на платформе P2K были V60 (Phoenix), V66 (Sapphire) и T280. Формально последними телефонами на P2K были C33x, так как в конце 2003 года создан первый аппарат нового семейства LCA — С350, однако название прижилось и стало применяться для обозначения программной части или же как синоним интерфейса Synergy.

## Технические особенности
В основе P2K лежит ядро операционной системы VRTXmc (en), права на которую приобрела компания Mentor Graphic в 1995 году. P2K — операционная система реального времени с фирменной прослойкой API — suapi.

## Поддерживаемые аппаратные платформы
P2K использовалась и используется на следующих аппаратных платформах компании:
- Neptune-based: LCA, ULS, LTE, LTE2
- MCORE-based: Rainbow POG
- MX31-based: Argon
- в качестве операционной системы BP (LTE2) на EZX-телефонах.
- и целого ряда других.

## Некоторые заблуждения
- P2K не является названием проприетарного разъёма, использовавшегося на телефонах до Motorola ROKR E1 включительно, название разъёма — CEBUS.
- P2K не является названием режима подключения телефона к компьютеру, в котором можно передавать тестовые команды, получать доступ к EEPROM и файловой системе, его название — TCI или TCMD.
- P2K не является названием файловой системы телефона.
- Термином Synergy зачастую именуют операционную систему P2K-телефонов. На самом деле, Synergy — название графического интерфейса этой операционной системы.